# 阳士深
阳士深（?—?），南北朝北齐官员。
阳士深在北齐担任瀛州（今河北省河间市）行参军。当时兰陵王高长恭担任瀛州刺史，接受了很多财物。阳士深上表条列他贪赃受贿的事情，高长恭于是被免官。高长恭讨伐北周定阳郡（今山西省吉县），阳士深在军中，恐怕大祸降临。高长恭听说後，对他讲：“我本无此意。”于是找到阳士深的小过失，将阳士深杖责二十，来让他安心。